# Laplace (Louisiana)
Laplace is een plaats (census-designated place) in de Amerikaanse staat Louisiana, en valt bestuurlijk gezien onder St. John the Baptist Parish.

## Demografie
Bij de volkstelling in 2000 werd het aantal inwoners vastgesteld op 27.684.

## Geografie
Volgens het United States Census Bureau beslaat de plaats een oppervlakte van
58,8 km², waarvan 55,7 km² land en 3,1 km² water. Laplace ligt op ongeveer 2 m boven zeeniveau.

## Plaatsen in de nabije omgeving
De onderstaande figuur toont nabijgelegen plaatsen in een straal van 12 km rond Laplace.